# Teoria dello stato centrale
La teoria dello stato centrale, o materialismo dello stato centrale, è una teoria filosofica della mente proposta da David Malet Armstrong nel 1968, presentante una visione analoga a quella formulata da David Lewis un paio di anni prima, come lo stesso Armstrong ha riconosciuto successivamente. 
Partendo da posizioni vicine alle teorie della mente materialiste, quali la teoria dell'identità sostenuta da Ullin Place e J. J. C. Smart, Armstrong sviluppa una critica verso l'eccessivo carattere funzionalista di tali approcci. Secondo il filosofo australiano infatti descrivere gli stati mentali unicamente in termini di ruoli causali ricoperti può essere utile ma rimane una semplificazione che non ne coglie la vera natura, che è invece da ricercare nei processi cerebrali sottostanti. 
Alcuni filosofi della mente funzionalisti hanno mosso a tale teoria l'obiezione della possibilità che lo stesso stato mentale possa essere implementato da diversi stati cerebrali.